# Jacqueline Osselin
Jacqueline Marie Blanche Josèphe Osselin, née Gras, née le 27 mai 1932 à Lambersart (Nord), est une femme politique française.

## Biographie
Elle est adjointe au maire de Mons-en-Barœul et députée du Nord.
En 1987, elle est la cofondatrice du complexe motocycliste de Lezennes (Nord). En janvier 2018, âgée de 85 ans, elle se bat au côté de motards pour défendre le complexe.

## Détail des fonctions et des mandats
Mandats parlementaires
- 21 juin 1981 - 1er avril 1986 : Députée de la 3e circonscription du Nord
- 16 mars 1986 - 14 mai 1988 : Députée du Nord